# Remigia texana
Remigia texana là một loài bướm đêm trong họ Erebidae.